# Ivan Cervantes Montero
Ivan Cervantes Montero (castellà: Iván Cervantes)  (Cambrils, 2 de maig de 1982) és un pilot català d'enduro, disciplina motociclista en què ha destacat internacionalment havent aconseguit quatre campionats mundials (2005, 2006, 2007 i 2009) i dos subcampionats mundials (2003 i 2008), tots amb KTM. Ha guanyat també el campionat del món indoor del 2009.
A 1 de gener de 2013

## Trajectòria esportiva
Ivan Cervantes va començar com a pilot de motocròs, aconseguint quatre campionats d'Espanya en aquesta disciplina (inclòs un de Supercross) abans de passar a córrer enduro.
El 2005, amb 23 anys, va esdevenir el primer català campió del món d'enduro, concretament a la categoria E1 (de 100 a 125 cc, dos temps o de 175 a 250 cc, quatre temps), amb KTM. El 2006 va revalidar el seu títol. L'any següent va guanyar el campionat del món de la categoria E3 (de 290 a 500 cc, dos temps o de 475 a 650 cc, quatre temps). L'any 2008, tornant a la categoria E1, va acabar segon darrere el finès Mika Ahola i la seva Honda. El 2009 va guanyar el seu quart títol mundial, aquest cop en categoria E3, i el seu primer Campionat del món indoor. De cara al 2011 canvià d'equip oficial, passant a pilotar una Gas Gas en categoria E2 i acabant-hi en tercera posició final.

## Palmarès en enduro
| Any             | Motocicleta     | Campionat del Món | Campionat del Món | Campionat del Món | Campionat del Món | Campionat del Món | C. Món indoor | Campionat d'Espanya | Campionat d'Espanya | Campionat d'Espanya | Campionat d'Espanya | Títols |  |
| Any             | Motocicleta     | 500cc             | E1                | E2                | E3                | P1                | C. Món indoor | 500cc 4T            | E1                  | 250cc/E2            | E3                  | Títols |  |
| --------------- | --------------- | ----------------- | ----------------- | ----------------- | ----------------- | ----------------- | ------------- | ------------------- | ------------------- | ------------------- | ------------------- | ------ |  |
| 2002            | KTM             | 12è               | -                 | -                 | -                 | 0                 | -             | 1r                  | -                   | -                   | -                   | 1      |  |
| 2003            | KTM             | 2n                | -                 | -                 | -                 | 2                 | -             | -                   | -                   | 1r *                | -                   | 1      |  |
| 2004            | KTM             | -                 | -                 | -                 | 3r                | 3                 | -             | -                   | -                   | 1r *                | -                   | 1      |  |
| 2005            | KTM             | -                 | 1r                | -                 | -                 | 14                | -             | -                   | -                   | 1r *                | -                   | 2      |  |
| 2006            | KTM             | -                 | 1r                | -                 | -                 | 9                 | -             | -                   | 1r *                | -                   | -                   | 2      |  |
| 2007            | KTM             | -                 | -                 | -                 | 1r                | 11                | -             | -                   | -                   | -                   | 2n                  | 1      |  |
| 2008            | KTM             | -                 | 2n                | -                 | -                 | 5                 | 7è            | -                   | 1r *                | -                   | -                   | 1      |  |
| 2009            | KTM             | -                 | -                 | -                 | 1r                | 10                | 1r            | -                   | -                   | -                   | 1r *                | 3      |  |
| 2010            | KTM             | -                 | -                 | 2n                | -                 | 4                 | 2n            | -                   | -                   | -                   | 1r *                | 1      |  |
| 2011            | Gas Gas         | -                 | -                 | 3r                | -                 | 0                 | -             | -                   | -                   | 2n                  | -                   | -      |  |
| 2012            | Gas Gas         | -                 | -                 | 4t                | -                 | 1                 | 5è            | -                   | -                   | 1r                  | -                   | 1      |  |
| Total victòries | Total victòries |                   |                   |                   |                   | 59                |               |                     |                     |                     |                     |        |  |
| Total títols    | Total títols    | 0                 | 2                 | 0                 | 2                 |                   | 1             | 1                   | 2                   | 4                   | 2                   | 14     |  |
|                 |                 | 5 mundials        | 5 mundials        | 5 mundials        | 5 mundials        | 5 mundials        | 5 mundials    | 9 estatals          | 9 estatals          | 9 estatals          | 9 estatals          |        |  |

Notes
1. ↑  Al total de títols s'hi compten tots els campionats estatals o internacionals guanyats
2. ↑  A P1 s'hi compten les victòries aconseguides en Grans Premis puntuables per al Campionat del Món
3. ↑  Els campionats estatals assenyalats amb *  indiquen que fou a més a més Campió Scratch (o absolut)